# ロバリーハート
ロバリーハート（1993年5月31日 - ）は、新潟県競馬組合に所属していた競走馬。
馬齢は2000年まで使用されていた旧表記（数え年）を用いる。

## 来歴
父・ジェイドロバリーは1987年生まれのアメリカ産馬で、現役時はフランスで7戦2勝の成績を挙げ、グランクリテリウムを制した。引退後は社台ファームで種牡馬として供用され、ヤマカツスズラン・タイキシャーロックなどダート・短距離に強い産駒を多数輩出。ブルードメアサイアーのミルジョージは種牡馬としてもイナリワン・ロジータ・エイシンサニーを輩出し、1989年にはリーディングサイアーに輝いている。

### 戦績
中央未出走で新潟・横山孝四郎厩舎に移籍し、1996年（4歳）11月26日にデビュー。初戦と2戦目は出遅れて2着、3着であったが、3戦目にやっと勝ち上がる。1997年（5歳）は開幕から連勝街道を歩み続け、昨年も含めて11連勝を挙げる。その勢いで大一番の新潟グランプリに挑戦し、2280mも苦にせずに見事制覇。続く新潟記念で3着に敗れ、連勝記録が12でストップ。1998年（6歳）は年明けの迎春賞をレコード勝ち。その後はA2戦で勝ち上がった後、初めて他地区へ遠征。群馬記念ではグリーンサンダー・メイショウモトナリ・パーソナリティワン・フジノマッケンオー（JRA）、カガヤキローマン（大井）と強豪が揃い、初めて全国区の舞台に顔を出したロバリーハートは7番人気の評価であった。レースはスタートしてカガヤキローマンが先手を奪い、グリーンサンダー・メイショウモトナリ・パーソナリティワンと、JRAの有力馬が好位を占める。ロバリーハートは道中7番手に付け、距離損なくインコースを回っていた。勝負所でグリーンサンダーがまず動き始めると、連れてメイショウモトナリも動く。カガヤキローマンは4コーナーで失速するが、3コーナーから仕掛けていたロバリーハートが余裕の手応えで2番手に進出。直線残り300ｍでグリーンサンダーが先頭に立つが、メイショウモトナリは深い砂にスタミナを奪われて手応えが悪くなる。ここでほぼ決まったかに見えたが、内から外に持ち出したロバリーハートがじりじりと迫り、残り約100ｍでついに馬体が合った。2頭の叩き合いはゴールまでもつれるマッチレースとなり、鞍上の向山牧は手を上げていたが、レースは写真判定となった。結果はロバリーハートが鼻差でグリーンサンダーを交わし、新潟所属馬初のダートグレード競走制覇を飾る。続く上山で行われた東北サラブレッド大賞典を難なく制し、同厩のイブキクラッシュと新潟勢ワンツーを決めた。その勢いで中央に挑戦し、初めて芝のレースとなるBSNオープンでは2番人気に支持されたが、離された5着と敗戦。この頃よりハミの上から舌を出そうとする癖が出始め、このレースから舌を縛って使うようになる。その後は白山大賞典で2度目の交流重賞制覇を狙ったが、4コーナーで他馬にぶつけられる不利を受けて僅差の4着と惜敗。新潟グランプリ2連覇の後、浦和記念ではレース前日に口の中を切って7針縫うアクシデントもあり、7頭中6着と初めて掲示板を外す。1999年（7歳）は2連勝の後、2度目の中央挑戦で谷川岳Sに出走するも、15頭中11着と大敗。連覇を狙った東北サラ大賞典では腹痛で4着に敗れたが、この頃から腹痛をよく起こすようになる。飼葉食いも悪く、腹痛に悩まされながらも、当時は地元馬限定重賞であった朱鷺大賞典を制覇。その後は調教中に屈腱炎を発症し、宮城県の牧場で休養を余儀なくされる。2000年（8歳）にはすっかり脚元も良くなり、2月にはキャンターを2つも乗れるようになるが、競走馬としてのピークは過ぎていた。復帰戦のアルプス特別は引っ掛からなくなり快勝するが、2年ぶりに参戦した群馬記念は12頭中11着と大敗。2度目の屈腱炎で再び休養することになり、秋に復帰後はブリンカーを付けて出走したが、5着、4着、4着と精彩を欠く。同年引退。

### 引退後
現在は群馬県前橋市の群馬県馬事公苑で余生を過ごしている。

## 競走成績
| 競走日     | 競馬場 | 競走名                 | 格   | 距離（馬場）  | 頭 数 | 枠 番 | 馬 番 | オッズ （人気） | 着順 | タイム （上り3F） | 着差 | 騎手        | 斤量 [kg] | 1着馬（2着馬）         | 馬体重 [kg] |
| ---------- | ------ | ---------------------- | ---- | ------------- | ----- | ----- | ----- | --------------- | ---- | ----------------- | ---- | ----------- | --------- | ---------------------- | ----------- |
| 1996.11.26 | 新潟   | 4才C3ハ                |      | ダ1000m（重） | 7     | 1     | 1     | 000.00（3人）   | 02着 | R1:01.0           | -0.4 | 0森川一二三 | 54        | ストームクラウド       | 544         |
| 0000.12.02 | 新潟   | 4才C3イ                |      | ダ1200m（不） | 8     | 3     | 3     | 000.00（2人）   | 03着 | R1:14.4           | -0.9 | 0森川一二三 | 54        | イブキノキャプテン     | 542         |
| 0000.12.30 | 新潟   | 4才C3イ                |      | ダ1000m（稍） | 9     | 7     | 7     | 000.00（2人）   | 01着 | R1:01.2           | -0.2 | 0森川一二三 | 55        | （ハセノハウディ）     | 538         |
| 1997.04.07 | 三条   | 一般C5ハ               |      | ダ1200m（不） | 8     | 6     | 6     | 000.00（1人）   | 01着 | R1:16.0           | -0.6 | 0森川一二三 | 54        | （アマミカスケード）   | 550         |
| 0000.05.02 | 新潟   | 一般C3                 |      | ダ1600m（良） | 12    | 3     | 3     | 000.00（3人）   | 01着 | R1:42.7           | -0.2 | 0森川一二三 | 55        | （クレフドール）       | 542         |
| 0000.05.31 | 新潟   | 一般C4                 |      | ダ1600m（良） | 8     | 7     | 7     | 000.00（1人）   | 01着 | R1:41.6           | -1.2 | 0森川一二三 | 56        | （イブキノキャプテン） | 538         |
| 0000.06.15 | 新潟   | 一般C3                 |      | ダ1600m（良） | 10    | 4     | 4     | 000.00（1人）   | 01着 | R1:42.4           | -0.3 | 0森川一二三 | 57        | （リワードオースタン） | 536         |
| 0000.06.29 | 新潟   | 一般C2                 |      | ダ1200m（重） | 7     | 1     | 1     | 000.00（1人）   | 01着 | R1:13.2           | -1.3 | 0森川一二三 | 56        | （マイソンチェリー）   | 536         |
| 0000.07.07 | 新潟   | 一般C1                 |      | ダ1600m（稍） | 9     | 1     | 1     | 000.00（1人）   | 01着 | R1:42.4           | -0.2 | 0森川一二三 | 57        | （マイネルバンビーノ） | 532         |
| 0000.08.14 | 三条   | 一般B3                 |      | ダ1700m（稍） | 9     | 6     | 6     | 000.00（1人）   | 01着 | R1:49.7           | -0.2 | 0森川一二三 | 56        | （ヘイアンリーダー）   | 532         |
| 0000.09.15 | 新潟   | 一般B2                 |      | ダ1700m（重） | 9     | 3     | 3     | 000.00（1人）   | 01着 | R1:49.9           | -0.5 | 0森川一二三 | 56.5      | （マルタカパッション） | 536         |
| 0000.09.24 | 新潟   | 朝日岳特別             | A2   | ダ1700m（稍） | 10    | 4     | 4     | 000.00（2人）   | 01着 | R1:47.7           | -0.4 | 0向山牧     | 53        | （イノセントライム）   | 536         |
| 0000.10.20 | 新潟   | 駒ヶ岳特別             | A2   | ダ1700m（良） | 11    | 1     | 1     | 000.00（1人）   | 01着 | R1:47.1           | -0.8 | 0向山牧     | 53        | （ハイフレンドキング） | 536         |
| 0000.11.03 | 新潟   | 新潟グランプリ         | 重賞 | ダ2280m（良） | 12    | 6     | 7     | 000.00（1人）   | 01着 | R2:25.0           | -0.6 | 0向山牧     | 51        | （アロートゥスズカ）   | 532         |
| 0000.12.14 | 新潟   | 新潟記念               | 重賞 | ダ1600m（稍） | 11    | 8     | 11    | 000.00（1人）   | 03着 | R1:38.6           | -0.2 | 0向山牧     | 55        | ヤングノーブル         | 540         |
| 1998.01.03 | 新潟   | 迎春賞                 | 重賞 | ダ1800m（不） | 11    | 6     | 6     | 001.20（1人）   | 01着 | R1.50.8           | -1.1 | 0向山牧     | 54        | （キンザンアンバー）   | 536         |
| 0000.04.04 | 三条   | 八海山特別             | A2   | ダ1700m（稍） | 9     | 6     | 6     | 001.00（1人）   | 01着 | R1:50.0           | -0.6 | 0向山牧     | 53        | （マイネルダンケ）     | 540         |
| 0000.05.05 | 高崎   | 群馬記念               | GIII | ダ1500m（良） | 12    | 2     | 2     | 016.90（7人）   | 01着 | R1:34.7           | -0.0 | 0向山牧     | 56        | （グリーンサンダー）   | 538         |
| 0000.06.21 | 上山   | 東北サラブレッド大賞典 | 重賞 | ダ1800m（良） | 10    | 2     | 2     | 001.30（1人）   | 01着 | R1:58.1           | -0.1 | 0向山牧     | 56        | （イブキクラッシュ）   | 543         |
| 0000.08.02 | 新潟   | BSNオープン            | OP   | 芝1800m（不） | 12    | 5     | 6     | 003.80（2人）   | 05着 | R1:50.6（37.1）   | -1.2 | 0向山牧     | 56        | メジロスティード       | 544         |
| 0000.09.15 | 新潟   | 長月特別               | A1   | ダ1600m（良） | 8     | 3     | 3     | 001.10（1人）   | 01着 | R1:41.3           | -0.8 | 0向山牧     | 56        | （シンブラボー）       | 546         |
| 0000.10.10 | 金沢   | 白山大賞典             | GIII | ダ2100m（重） | 11    | 8     | 11    | 000.00（2人）   | 04着 | R2:17.2           | -0.3 | 0向山牧     | 57        | キョウトシチー         | 538         |
| 0000.11.03 | 新潟   | 新潟グランプリ         | 重賞 | ダ2280m（重） | 12    | 7     | 9     | 001.60（1人）   | 01着 | R2:24.5           | -0.6 | 0向山牧     | 54        | （リワードヴァンガ）   | 542         |
| 0000.12.09 | 浦和   | 浦和記念               | GII  | ダ2000m（重） | 7     | 7     | 7     | 000.00（3人）   | 06着 | R2:06.1           | -1.7 | 0向山牧     | 56        | タイキシャーロック     | 549         |
| 1999.01.03 | 新潟   | 迎春賞                 | 重賞 | ダ1600m（不） | 10    | 4     | 4     | 001.30（1人）   | 01着 | R1:39.3           | -0.6 | 0向山牧     | 55        | （リワードヴァンガ）   | 548         |
| 0000.04.06 | 新潟   | 仲春特別               | A1   | ダ1700m（良） | 11    | 3     | 3     | 001.00（1人）   | 01着 | R1:47.1           | -0.4 | 0向山牧     | 53        | （ノンストップガイ）   | 550         |
| 0000.04.25 | 新潟   | 谷川岳S                | OP   | 芝1600m（良） | 15    | 3     | 4     | 046.8（13人）   | 11着 | R1:33.8（35.6）   | -1.3 | 0向山牧     | 56        | ナリタプロテクター     | 544         |
| 0000.06.02 | 新潟   | 東北サラブレッド大賞典 | 重賞 | ダ1800m（良） | 12    | 7     | 9     | 000.00（2人）   | 04着 | R1:53.4           | -0.9 | 0酒井忍     | 56        | チェイスチェイス       | 544         |
| 0000.07.11 | 新潟   | 朱鷺大賞典             | 重賞 | ダ1800m（良） | 11    | 2     | 2     | 001.20（1人）   | 01着 | R1:53.9           | -0.1 | 0向山牧     | 54        | （エアフライト）       | 552         |
| 2000.04.09 | 新潟   | アルプス特別           | A1   | ダ1700m（良） | 10    | 3     | 3     | 001.40（1人）   | 01着 | R1:52.0           | -0.6 | 0渡辺正治   | 53        | （エジュシーダー）     | 558         |
| 0000.05.05 | 高崎   | 群馬記念               | GIII | ダ1500m（良） | 12    | 3     | 3     | 000.00（8人）   | 11着 | R1:37.9           | -2.6 | 0渡辺正治   | 56        | ビーマイナカヤマ       | 546         |
| 0000.06.04 | 新潟   | 晩春特別               | A1   | ダ1600m（良） | 10    | 8     | 10    | 000.00（1人）   | 02着 | R1:42.2           | -0.2 | 0渡辺正治   | 54        | エーブブレーン         | 552         |
| 0000.10.22 | 新潟   | エフエムラジオ新潟特別 | A1   | ダ1600m（良） | 11    | 6     | 6     | 000.00（1人）   | 05着 | R1:42.3           | -1.2 | 0渡辺正治   | 54        | シャダヴァン           | 556         |
| 0000.11.05 | 新潟   | 菅名岳特別             | A2   | ダ1700m（稍） | 9     | 8     | 8     | 000.00（1人）   | 04着 | R1:48.2           | -0.7 | 0渡辺正治   | 54        | ステップフォワード     | 554         |
| 0000.11.19 | 新潟   | 新潟活版特別           | A1   | ダ1600m（稍） | 11    | 4     | 4     | 000.00（5人）   | 04着 | R1:40.5           | -0.3 | 0渡辺正治   | 54        | ステップフォワード     | 558         |